# Ghiacciaio Luke
Il ghiacciaio Luke (in inglese Luke Glacier) (65°42′S 64°02′W) è un ghiacciaio lungo circa 22 km, situato sulla costa di Graham, nella parte occidentale della Terra di Graham, in Antartide. Il ghiacciaio, il cui punto più alto si trova 737 m s.l.m., è circordanto a sud dal monte Chevreux, a sud-ovest dal monte Perchot e a nord-est dal monte Radotina, e fluisce verso nord-ovest fino a entrare nella baia di Leroux.

## Storia
Il ghiacciaio Luke è stato avvistato per la prima volta nel 1909 durante la seconda spedizione antartica francese al comando di Jean-Baptiste Charcot e fu in seguito mappato più dettagliatamente durante la spedizione britannica nella Terra di Graham, 1934-37, al comando di John Rymill. In seguito, il ghiacciaio è stato così battezzato in onore di George Lawson Johnston, 1º Barone Luke di Pavenham, direttore della Bovril Ltd, che contribuì a sovvenzionare la suddetta spedizione britannica.